# Пузырник ломкий
Пузы́рник ло́мкий (лат. Cystópteris frágilis) — многолетнее травянистое растение; вид рода Пузырник (Cystopteris) семейства Пузырниковые (Cystopteridaceae).

## Ботаническое описание

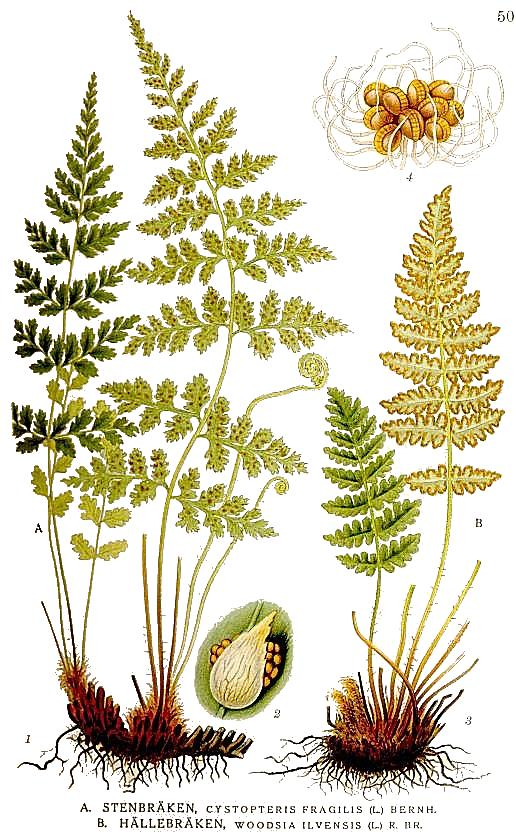
Пузырник ломкий (слева).

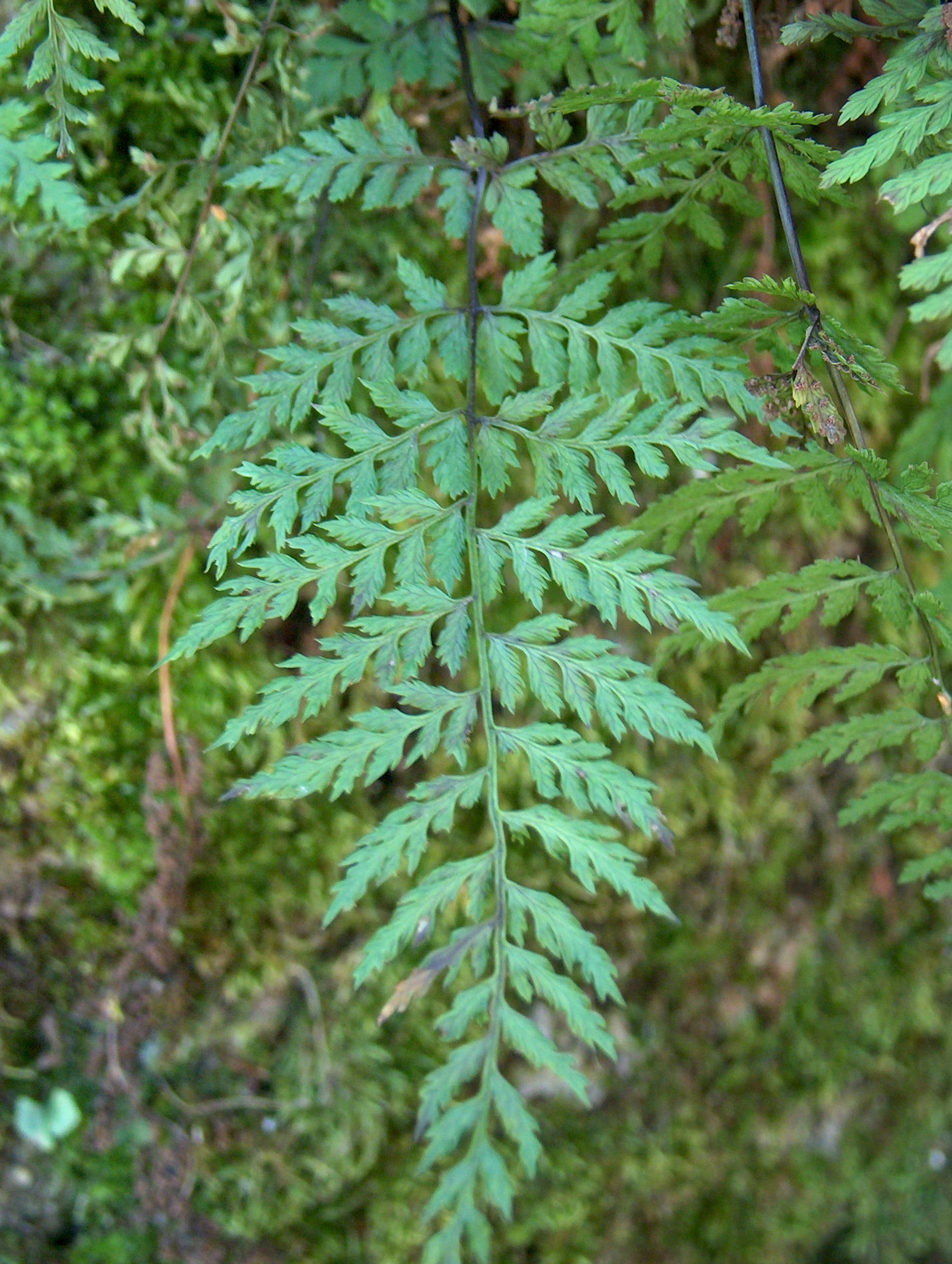
Лист

Травянистый короткокорневищный поликарпик высотой 10—25 см.
Корневище толстоватое, корневая система придаточная, мочковатая.
Вайи тонкие, ланцетные или продолговатые по форме, располагаются пучками, пластинка двоякоперисторассечённая, нежная. Черешки буроватые. Сегменты первого порядка с черешками, продолговатые, самые нижние короче соседних; сегменты второго порядка продолговатые, рассечённые, с округлым или клиновидным основанием и зубчатыми долями, сегменты третьего порядка с клиновидным основанием, надрезанно-зубчатые. Зубчики короткие, острые или тупые. Жилки заканчиваются в зубцах или между зубцами. Черешки (рахисы) очень ломкие, тонкие.
Сорусы располагаются с обеих сторон средней жилки однорядно; покрывальца овально-ланцетные, вздутые. Споры с мягкоигольчатым экзоспорием.

## Распространение и местообитание
В России: Западная и Восточная Сибирь, Дальний Восток, Северный Кавказ (республики Адыгея и Карачаево-Черкесия, Краснодарский край), многие районы Волгоградской области, Западный Кавказ (Кабардино-Балкарская Республика, Северная Осетия — Алания; Чеченская Республика; Дагестан).
В мире: Европа, Азия (Северная, Юго-Западная (Турция, Иран), Средняя, Центральная, Восточная, Юго-Восточная, Южная), Северная Африка, Северная (кроме юго-востока) и Южная Америка, Австралия, Кавказ.
Образ жизни: летне-зимне-зелёный. Спороношение в июле — августе. Размножение вегетативное, спорами. Гидрогамия, анемохория. Микротерм, мезофит, сциофит, гемикриптофит, мезотроф, кальцефил. Петрофит, хазмофит. Тип поясности: нижнегорный — высокогорный. Произрастает в тени скал, в трещинах известняковых скал, в тенистых буково- и елово-пихтовых, грабово-дубовых лесах, в березняках, около водопадов, родников, ключей, на обрывах с гумусной почвой, сползающей со скал. Стенотопный вид. Ассектатор.
Лимитирующие факторы — стенотопность вида, низкая конкурентная способность, разработка полезных ископаемых в горах, нарушение условий произрастания при рубках лесов.

## Химический состав
В растении обнаружены ксантоны, в подземной части — фенолы и их производные. Листья и споры содержать гликозид, разлагающийся с выделением синильной кислоты и бензальдегида. 

## Значение и применение

### В медицине
В Крыму пузырник ломкий применяют при кишечных заболеваниях, в США — как тонизирующее, мягчительное, отхаркивающее, жаропонижающее, при болезнях органов грудной клетки. Корневища в индийской медицине, в Южной Африке и у индейцев США в виде отвара используют как антигельминтное. Водный экстракт корневищ и листьев проявляет бактериостатические свойства. В Брянской области листья курят при бронхиальной астме; на Урале листья применяют при физическом перенапряжении.

### Прочее
В ветеринарии свежие листья используют для местных припарок, а отвар (внутрь) при вывихе плечевого сустава у лошадей. Спиртовой экстракт листьев проявляет бактериостатическую активность.
Листья пузырника ломкого являются кормом для пятнистого оленя, сведения о поедаемости сельскохозяйственными животными противоречивы.
Декоративное растение.

## Синонимика
По данным The Plant List на 2010 год, в синонимику вида входят:
- Aspidium dentatum Sw.
- Aspidium fragile (L.) Sw.
- Aspidium fragile var. fumarioides M.Martens & Galeotti
- Aspidium viridulum Desv.
- Athyrium dentatum (Sw.) Gray
- Athyrium fragile (L.) Spreng.
- Athyrium fumarioides C.Presl
- Cyathea anthriscifolia (Hoffm.) Roth
- Cyathea cynapifolia (Hoffm.) Roth
- Cyathea fragilis (L.) J.Sm.
- Cyclopteris fragilis (L.) Gray
- Cyste fragilis (L.) Dulac
- Cystea angustata (Hoffm.) Sm.
- Cystea dentata (Dicks.) Sm.
- Cystea fragilis (L.) Sm.
- Cystopteris acuta Fée
- Cystopteris baenitzii Dörfl.
- Cystopteris canariensis PRESL
- Cystopteris dentata (Sw.) Desv.
- Cystopteris dickieana R.Sim
- Cystopteris emarginato-denticulata Fomin
- Cystopteris filix-fragilis (L.) Chiov.
- Cystopteris filix-fragilis (L.) Gilib.
- Cystopteris fragilis var. acutidentata Döll
- Cystopteris fragilis var. angustata (Hoffm.) Link
- Cystopteris fragilis f. angustata (Hoffm.) W.D.J.Koch
- Cystopteris fragilis f. angustata (Hoffm.) Milde
- Cystopteris fragilis f. anthriscifolia (Hoffm.) W.D.J.Koch
- Cystopteris fragilis f. anthriscifolia (Hoffm.) Milde
- Cystopteris fragilis var. apiiformis C. Chr.
- Cystopteris fragilis var. baenitzii (Dörfl.) Asch. & P.Graebn.
- Cystopteris fragilis subsp. canariensis (PRESL) H.Christ
- Cystopteris fragilis f. cynapifolia (Hoffm.) W.D.J.Koch
- Cystopteris fragilis f. cynapifolia (Hoffm.) Milde
- Cystopteris fragilis var. dentata (Sw.) Hook.]
- Cystopteris fragilis subsp. diaphana (Bory) Litard.
- Cystopteris fragilis subsp. dickieana (R.Sim) Hyl.
- Cystopteris fragilis var. dickieana (R.Sim) T.Moore
- Cystopteris fragilis var. dickieana (R.Sim) Lindb.
- Cystopteris fragilis subsp. emarginato-denticulata Fomin
- Cystopteris fragilis var. genuina Bernoulli
- Cystopteris fragilis var. lobulatodentata Milde
- Cystopteris fragilis var. pinnatipartita W.D.J.Koch
- Cystopteris fragilis var. rupestris Neilr.
- Cystopteris fragilis var. vulgaris Hook.
- Cystopteris fumarioides (C. Presl) Schott
- Cystopteris orientalis Desv.
- Cystopteris polymorpha Bubani
- Cystopteris remotipinnata Ching
- Cystopteris sikkimensis Ching ex Bir
- Cystopteris translucens Desv.
- Cystopteris viridula (Desv.) Desv.
- Filix fragilis (L.) Gilib.
- Polypodium anthriscifolium Hoffm.
- Polypodium cynapifolium Hoffm.
- Polypodium dentatum Dicks.
- Polypodium diaphanum Bory
- Polypodium filix-fragile L.
- Polypodium fragile L.
- Polypodium fragile var. angustatum Hoffm.

## Охранный статус

### В России
В России вид входит в Красные книги Астраханской, Брянской, Вологодской, Новосибирской, Мурманской, Оренбургской, Томской, Тюменской и Ярославской областей, а также республик Адыгея, Башкортостан, Карелия, Краснодарского края и Ханты-Мансийского автономного округа. Вид произрастает на территории нескольких особо охраняемых природных территорий России.

### На Украине
Решением Луганского областного совета № 32/21 от 3 декабря 2009 года вид включён в «Список регионально редких растений Луганской области».